# Riofrío (Valle del Cauca)
Riofrío es un municipio del Valle del Cauca, Colombia, situado a en la subregión del Centro, se sitúa a 112,1 km de la capital departamental, Cali. Fue fundado en 1567 por Pedro María Marmolejo, cerca de la ribera del río Pescador con el nombre de "Santa María Magdalena de Riofrío". Es conocido como "La Reserva turística" ya que posee diversos parajes típicos del valle, riqueza ecológica y abundante fauna.

## Límites
Limita por el norte con Trujillo, por el oriente con Andalucía y Tuluá. Por el sur con Yotoco y Darién y por el occidente con el Departamento del Chocó.

## Geografía
La mayor parte del Municipio de Riofrío es montañoso, su relieve corresponde a la vertiente oriental de la Cordillera Occidental, destacándose entre otros los siguientes accidentes: Cuchilla de Guacas, Cerro de Calima, Altos de Calabazas, Corozal y Piedra Pintada.
Sus tierras se distribuyen en los pisos térmicos:  cálido, medio y frío, regadas por los ríos Cauca, Guacas, Riofrío, Limones, Piedras y Volcanes. El municipio cuenta con gran riqueza hídrica ya que existen nueve ríos de los cuales se destacan: El Cauca, río Riofrío, Cuancua, Piedras, Volcanes, Tesorito, Limones, río Lindo y el río Culebras.

## División Político-Administrativa
Además de su Cabecera municipal. Riofrío tiene bajo su jurisdicción los siguientes Centros poblados:
- El Jagual
- Fenicia
- La Sultana
- La Zulia
- Las Brisas
- Los Alpes
- Los Estrechos
- Madrigal
- Palma - La Cuchilla
- Portugal de Piedras
- Puerto Fenicia
- Salónica

## Historia
Este Municipio fue fundado por: Pedro María Marmolejo en el año de 1567, a quien el Rey Felipe II le asignó la jurisdicción en los años 1527 - 1598 en terrenos donde existía una aldea indígena de la tribu de los Motuas a quienes se les conocía como Indios Gorrones, pues eran expertos en pescar bocachico (gorrón) en las ciénagas que se formaban en la orilla del río Cauca. Se le dio el nombre de "Santa María Magdalena de Riofrío" ya que el día de su fundación coincidió con la celebración de las festividades esta Santa Patrona la cual realiza el 22 de julio de cada año.
Durante el año de 1749 aparece bajo la jurisdicción de Roldanillo y en 1763 como territorio perteneciente a la jurisdicción de Cali, bajo el nombre de Palomino; en el año de 1852 forma parte del Distrito de Buenaventura. En 1854 deja de ser cabecera de Distrito y pasa a ser Huasanó. En 1882 la ordenanza No 14 expedida en Tuluá le ordenó formar parte del área de la población de la cabecera de Distrito, convirtiéndose Riofrío en cabecera del mismo. Sin embargo la ordenanza No 42 del mismo año, expedida por la Asamblea del Cauca declara a Riofrío como corregimiento del Distrito de Huasanó.
En 1911 la ordenanza No 16 del 21 de marzo de 1912 derogó la anterior y le dio a Huasanó la cabecera de Distrito. Según la ordenanza No 32 del 14 de abril de 1914 Riofrío quedó segregado de Huasanó, finalmente la ordenanza No 31 del 28 de abril de 1923 creó el Municipio de Riofrío.

## Demografía
Según proyecciones del DANE, la ciudad cuenta para el 2010 con 15 939 habitantes.
La composición etnográfica de la ciudad es:
- blancos y Mestizos (74,3%)
- Afrocolombianos (25,6%)
- Indígenas (0,1%)

## Economía
Los sectores más representativos dentro del producto interno bruto del municipio de Riofrío son el cultivo del Café, la caña de azúcar y la silvicultura de especies comerciales como el pino y el eucalipto dentro del sector primario. También existe la agricultura de cultivos transitorios como el fríjol, maíz, sorgo y soya. Horticultura como tomate, zapallo, cebolla larga y pimentón. Cultivos permanentes como el cacao, caña panelera y plátano. Fruticultura. Cultivos de bulbos y tubérculos. 
Riofrío posee una gran cantidad de fincas dedicadas al cultivo del café con un total de 1,508 de las cuales el 33% se encuentran ubicadas en el corregimiento de Salónica, un 37% en Fenicia, un 21 % en Portugal de Piedras y un 9% en La Zulia. El área de la superficie cultivada en café es de 2,011 hectáreas aproximadas en el corregimiento de Salónica que corresponde a un 47,19% del área total sembrada en café en el municipio de Riofrío, 1,374 hectáreas en Fenicia que representan un 32,25%. Entre Salónica y Fenicia ocupan el 79,44% del área total (4,261 ha). El resto se distribuye entre Portugal de Piedras y la Zulia con el 20,56%.

## Sitios de interés turístico y cultural
Entre sus atractivos turísticos se encuentran:
- La Plaza principal.
- La Iglesia San María Magdalena.
- La Iglesia Nuestra Señora del Carmen.
- La Casa del Abuelo.
- El Centro Recreacional Ricardo Alvarado Cruz, ubicado en la cabecera Municipal.
- Parador el Tablazo, ubicado en la vía que de Riofrío conduce al corregimiento de Salónica.
- Laguna de cantarrana, se encuentra ubicado a 15 minutos de la vía que de Riofrío conduce al Municipio de Trujillo.
- Balneario Cuancua, ubicado en la vía que de Riofrío Conduce al Municipio de Trujillo.
- Polideportivo Madrigal, ubicado en el centro de la vereda Madrigal.
- Balneario los Ríos: Ubicado en el corregimiento de Salónica.
- Páramo del Duende.
- Granja de San Francisco, Ubicada en el corregimiento de Salónica.
- Reserva Natural de Piedra Pintada.
- Río Riofrío.
- Río Piedras.
- Reserva Ecológica Fedena.
- Rincón Ecológico Nuestra Herencia.
- Bosque Alto Andino.
- VAYJU
- Finca AURIFLOR, ubicada en la vereda Madrigal
- Humedal Madre Vieja, ubicada en la vereda Madrigal del municipio de RIOFRIO y la vereda Cascajal del Municipio de Trujillo.

### Eventos
- Fiesta del Retorno y la Cosecha.
- Festival de la Cultura.
- Fiestas de la Integración Municipal.
- Feria Agropecuaria y del Turismo.
- Carnaval del Duende.[4]
- Festival del Bofe y la Fritanga (14 y 15 de julio de 2018)
- FESTIVAL MULTICULTURAL ROCK EN RIOFRIO
- FESTIVAL DE DANZA INTERNACIONAL

## Servicios públicos
- Energía Eléctrica: Celsia, es la empresa prestadora del servicio de energía eléctrica.[8]
- Gas Natural: Gases de Occidente es la empresa distribuidora y comercializadora de gas natural en el municipio.